# Río Epuyén
Río Epuyén är ett vattendrag i Argentina.   Det ligger i provinsen Chubut, i den sydvästra delen av landet, 1 400 km sydväst om huvudstaden Buenos Aires.
I omgivningarna runt Río Epuyén växer i huvudsak blandskog. Trakten runt Río Epuyén är nära nog obefolkad, med mindre än två invånare per kvadratkilometer.